# 恨湖

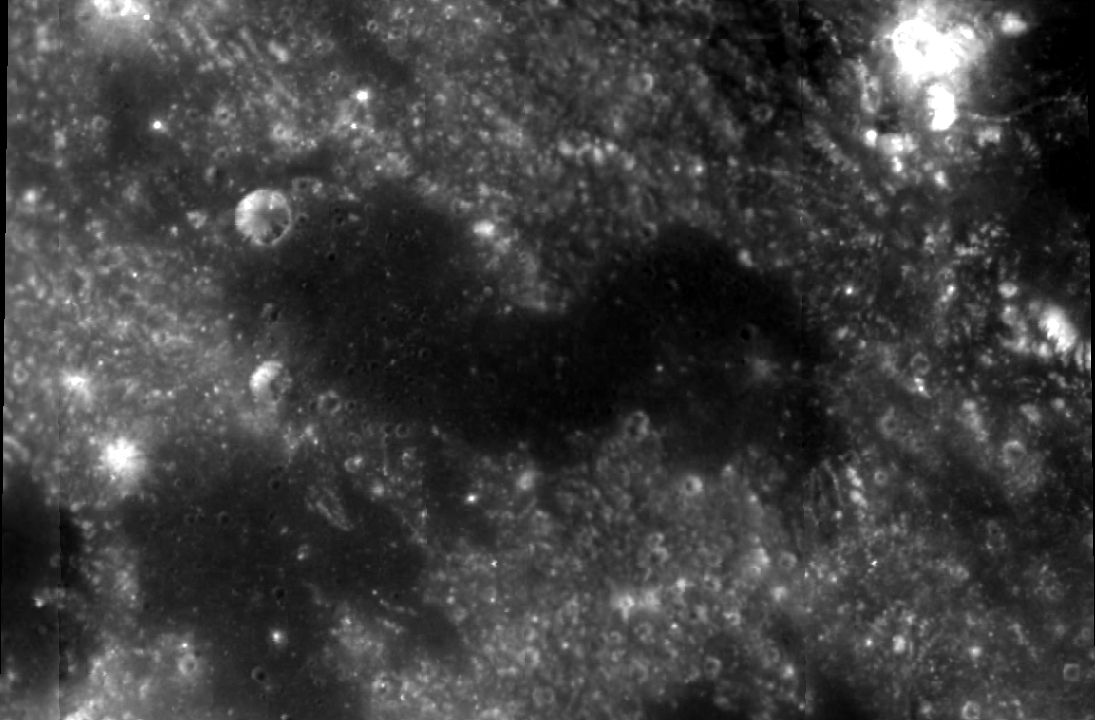
克莱门汀号在低太阳光照射下拍摄的怨恨湖图像

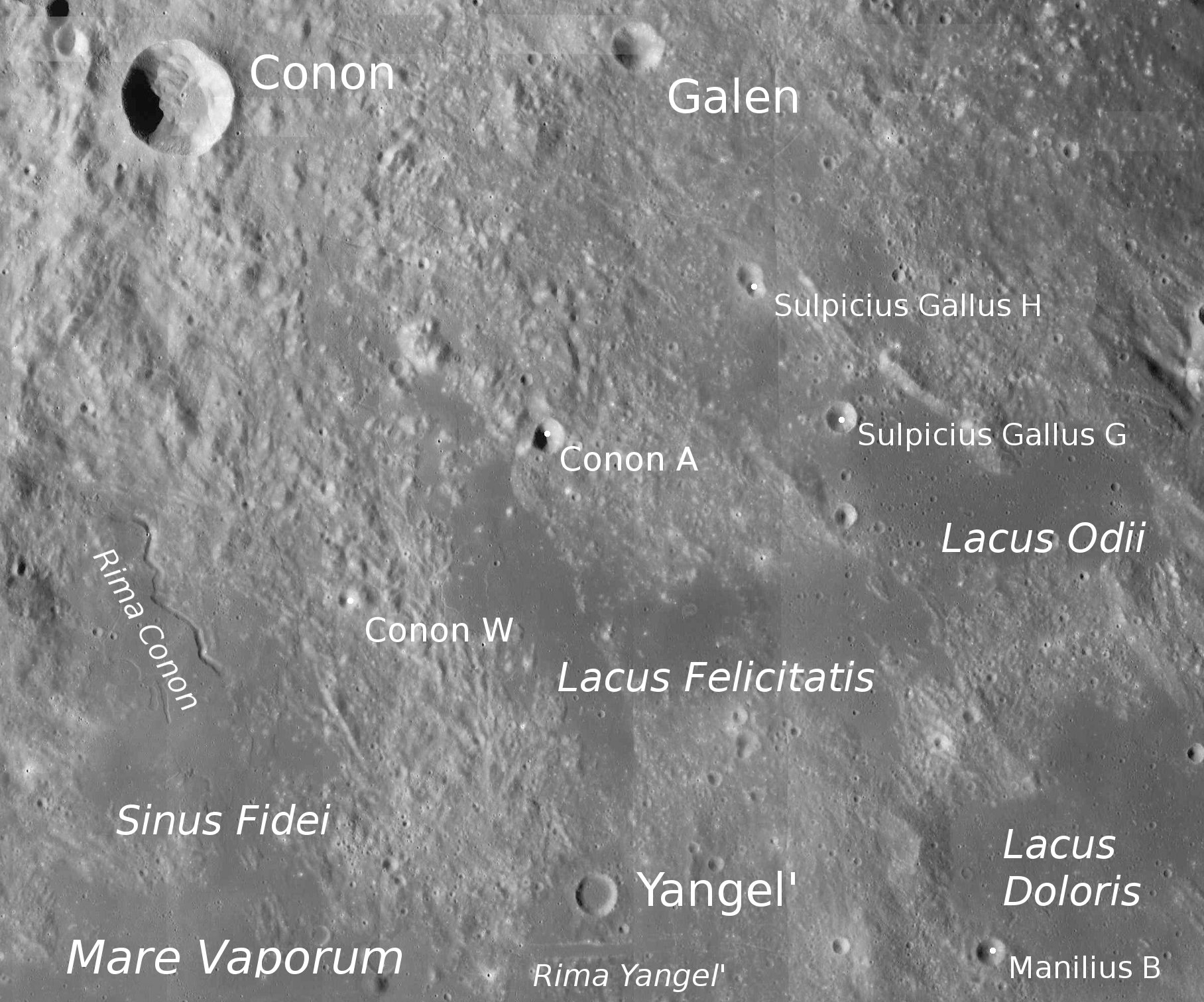
怨恨湖及周边地形图湖

怨恨湖(拉丁文："Lacus odii")是月球正面的一座小月海，位于澄海、汽海和雨海间的三角地带"雪陆"内，大小约70公里。该湖名字的首次出现，是在1975年发表的美国军事测绘局为美国宇航局测绘的月图中，1976年被国际天文学联合会批准采纳。

## 位置和附近特征
怨恨湖中心的月面坐标为19°12′N 7°18′E / 19.2°N 7.3°E，西南与幸福湖接壤、东北是面向澄海的海摩斯山脉；怨恨湖的东南是忧伤湖，它的西面还有一些月海。该月湖周围交错着众多的小山脊，它们均来自雨海方向并显示为是雨海盆地所降落的溅射喷发物-"雨海刻纹"(Imbrium Sculpture)。
怨恨湖西南岸附近是直径50公里，被来自怨恨湖的熔岩填塞并已严重损毁的卫星坑"曼尼里乌斯 E"；月海周围还分布着曼尼里乌斯陨石坑的其它一些卫星坑及苏尔皮基乌斯·盖路斯陨石坑。

## 描述
怨恨湖呈东西向伸展，湖的北面插进一道15公里长的山脊，湖表较平坦，除陨坑外无其它更多的地貌特征；最大的撞击坑是位于西岸，直径5.9公里的"苏尔皮基乌斯·盖路斯 G"(该月湖中唯一被命名的陨坑)以及另一座直径4.5公里的无名坑。
根据一张阿波罗17号所拍摄照片的解说，该月湖参差的边缘是凝固的熔岩流，但从立体形状上看仍有些不同。
怨恨湖表面低于基准月面高度0.7-1.1公里，东面最高，西南最低。与相邻的幸福湖处同一水平高度，但比忧伤湖高出数百米，较澄海高1.3公里。